# Coelotes tonakiensis
Coelotes tonakiensis là một loài nhện trong họ Amaurobiidae.
Loài này thuộc chi Coelotes. Coelotes tonakiensis được miêu tả năm 2000 bởi Shimojana.